# Donji Daruvar
Donji Daruvar – wieś w Chorwacji, w żupanii bielowarsko-bilogorskiej, w mieście Daruvar. W 2011 roku liczyła 731 mieszkańców.